# 安室愛美惠
《安室愛美惠》，全名為《戀愛講義之安室愛美惠》，源自華視綜藝節目《戀愛講義》裡的2個短劇單元：《安室遇美惠－同居三賤客》和《安室愛美惠》。《戀愛講義》結束後不久，因收視率熱門，於2003年11月3日在華視獨立播出《戀愛講義之安室愛美惠》，為該單元的剪輯版本重播，但因標題關係，簡寫成《安室愛美惠》；第一代主要演員為謝祖武和陶晶瑩，內容為闡述謝安室與陶美惠生活中發生的大小趣事。
而第二代《安室愛美惠》則於 2004年8月2日在東風衛視播出，因主要演員增加了鄭元暢與黃韻玲，在加上每集常邀請名人客串（如許瑋倫、賀軍翔等人），因此較多人熟知東風衛視版本，播出內容也更為多樣化；而其播出時間為每週一到週四晚間10點在東風衛視播出，現已停播。
（註：以下內容為東風衛視版本）

## 簡介
- 製作：可米國際影視事業股份有限公司
- 製作人：馮家瑞、王信貴
- 劇種：單元劇
- 類型：情景喜劇
- 國家/地區：台灣
- 對白語言：漢語、普通話
- 拍攝年代：2004
- 集數：35

## 演員陣容

### 主要角色
| 演員   | 角色     | 人物簡介、關係 |
| 謝祖武 | 謝安室   | 陶美惠丈夫，為人正經，偏偏娶了陶美惠這個整天惹出蠢事的愚婦。當陶美惠做出讓他有點不高興的事時，他會說出事由，接著說「所以我就說，妳真是——」之後就「啪」一聲打她。當陶美惠做某個動作讓他覺得該停止時，他就會非常熟練的拿起遙控器按停止鍵，然後說「好了」。當陶美惠做出讓他非常生氣的事時，他會邊追陶美惠、邊說：「陶美惠，站住！我要殺了妳！」 |
| 陶晶瑩 | 陶美惠   | 謝安室妻子，個性樂天的愚婦，時常捅出大簍子讓謝安室傷透腦筋。每次當謝安室「啪」一聲打她之後，她會回話「謝安室，你打我？」，並說出一個自認為是謝安室打她的原因，然後謝安室就會說：「不是！誰會為了這種爛原因而打妳！」等到謝安室解釋真正的原因之後，她就會拿起淺綠色小行李箱（她稱為「亡命天涯綠色小包包」）說要離婚；等到謝安室哀求之後，她會叫謝安室說「我愛妳」以祈求原諒，謝安室總是心不甘情不願地緩慢說出「我、愛、妳」。當她聽到謝安室說「我愛妳」時，就會陶醉一會兒後開始跳起舞來，直到謝安室拿起遙控器按下停止鍵才停止。 |
| 鄭元暢 | 韓森曼   | 謝安室家對面的房客，一天到晚老是擺一些莫名其妙的耍帥姿勢，口中不停叨絮著自己的帥氣及豐功偉業，永遠一身靚裝、行蹤詭異，是個一心想在時尚圈發展的模特兒！但有一個特異功能：精通所有關於數字及化學等公式，是個數理天才。常有人問他「你幹嘛不去中研院上班啊」，但他仍然只鍾情於模特兒這條路。思想怪到出名，但是心地很好，很愛幫謝安室出怪主意；因為他的存在，更添謝安室家的狀況百出。為了打拚事業而來台北，半年來從未接到過案子。                                                                                                   |
| 黃韻玲 | 洪姆烈士 | 不請自來、強佔樓梯間的女「homeless」，性格古怪、難以溝通、卻極哈謝安室的不速之客，非常喜歡到謝安室家串門子。 |

### 其他角色
| 演員   | 角色   | 人物簡介、關係                                     |
| 蔡宜臻 | 謝瑜菮 | 謝安室堂妹，鄭碗貴準妻子。於宗親會上與鄭碗貴訂婚。 |
| 鈕承澤 | 假前夫 | 陶美惠的假前夫。                                   |

### 客串角色
| 演員     | 角色     | 人物簡介、關係                         |
| 炎亞綸   | 鄭碗貴   | 謝瑜菮準丈夫。於宗親會上與謝瑜菮訂婚。 |
| 賀軍翔   | 賀醫師   | 醫師。                                 |
| 蔡裴琳   | 蜻蜓     | 謝安室同事，母親是黑道老大。           |
| 許瑋倫   | 許瑋倫   | 來陶美惠家裡做節目的主持人。           |
| 藍心湄   | 美惠好友 | 陶美惠小時候的好友。                   |
| 炎亞綸   | 少年     | 送牛奶的少年。                         |
| 蔡宜臻   | 記者     | 記者。                                 |
| 歐漢聲   | 編輯     | 編輯。                                 |
| 庹宗康   | 朋友     | 謝安室的朋友。                         |
| 范瑞君   | 阿君     | 美惠好友                               |
| 佐藤麻衣 | 粉絲     | 瘋狂粉絲                               |
| 黃志瑋   | 醫生     | 心理醫生。                             |
| 張智成   | 警察     | 警察。                                 |
| 葉民志   | 副總     | 副總經理。                             |

## 歌曲

### 華視
片頭曲：〈挪威的森林〉
主唱：伍佰
片頭曲：〈我要你的愛〉
主唱：葛蘭
片尾曲：〈No Matter What〉
主唱：Boyzone
片尾曲：〈Do You Still Need Me〉
主唱：La Bouche
廣告前插曲：〈Fallin' In Love〉
主唱：La Bouche

### 東風衛視
片頭曲：〈地心引力〉
作詞：徐世珍；作曲：吳錦威；主唱：言承旭
片尾曲：〈做個好情人〉
作詞：羅文裕；作曲：羅文裕；主唱：言承旭